# Municipio de Cooper Gap
El municipio de Cooper Gap (en inglés: Cooper Gap Township) es un municipio ubicado en el  condado de Polk en el estado estadounidense de Carolina del Norte. En el año 2010 tenía una población de 2.206 habitantes.

## Geografía
El municipio de Cooper Gap se encuentra ubicado en las coordenadas 35°21′50.42″N 82°11′16.4″O / 35.3640056, -82.187889.